# Adalbert Dickhut
Adalbert Dickhut (* 16. Mai 1923 in Dortmund; † 5. April 1995 in Rüsselsheim) war ein deutscher Gerätturner und Mitglied der deutschen Nationalmannschaft.

## Leben und Karriere
Einen ersten großen Erfolg erreichte er bei den Hallenkampfspielen der Hitlerjugend, als er mit dem TV Eintracht Dortmund in der Aufstellung Braun, Erdmann, König, Schmidt, Dickhut und Hachschrade Sieger wurde.
Bei den Deutschen Turn- und Spielmeisterschaften 1942 in Nürnberg wurde er Dritter hinter Leutnant Günther Ruising und Oberfeldwebel Karl Stadel. Bei den Deutschen Turn- und Spielmeisterschaften 1943 in Augsburg wurde er Vierter. Am 12. Dezember 1943 war er für ein deutsch-ungarisches Turnen in Dresden vorgesehen.
Dickhut gehörte bei der Südamerikareise der Deutschlandriege 1952 zum deutschen Aufgebot. Bei den Olympischen Spielen 1952 gehörte er zu der deutschen Turnermannschaft, die den vierten Platz belegte. Beim Deutschen Turnfest 1953 in Hamburg siegte er im Achtkampf. 1955 gewann er bei den Europameisterschaften die Sprungdisziplin.
Weithin bekannt wurde er ab 1956 durch die Fernsehsendung 10 Minuten mit Adalbert Dickhut, eine Sportsendung, bei der Kinder spielerisch mitmachen konnten. Die erforderlichen Geräte waren seinerzeit in jedem Haushalt vorhanden. Vier Kinder führten die Übungen vor. Die Sendung war der Vorläufer für ähnliche Sportsendungen zum Mitmachen.
Dickhut war Begründer und ab 1959 Rektor der Deutschen Turnschule in Frankfurt am Main.
Für seine sportlichen Leistungen wurde er bereits am 9. September 1951 mit dem Silbernen Lorbeerblatt ausgezeichnet. In Dortmund ist eine Straße nach ihm benannt.